# 赫爾德巴赫河
51°29′37.2″N 7°30′11.29″E / 51.493667°N 7.5031361°E

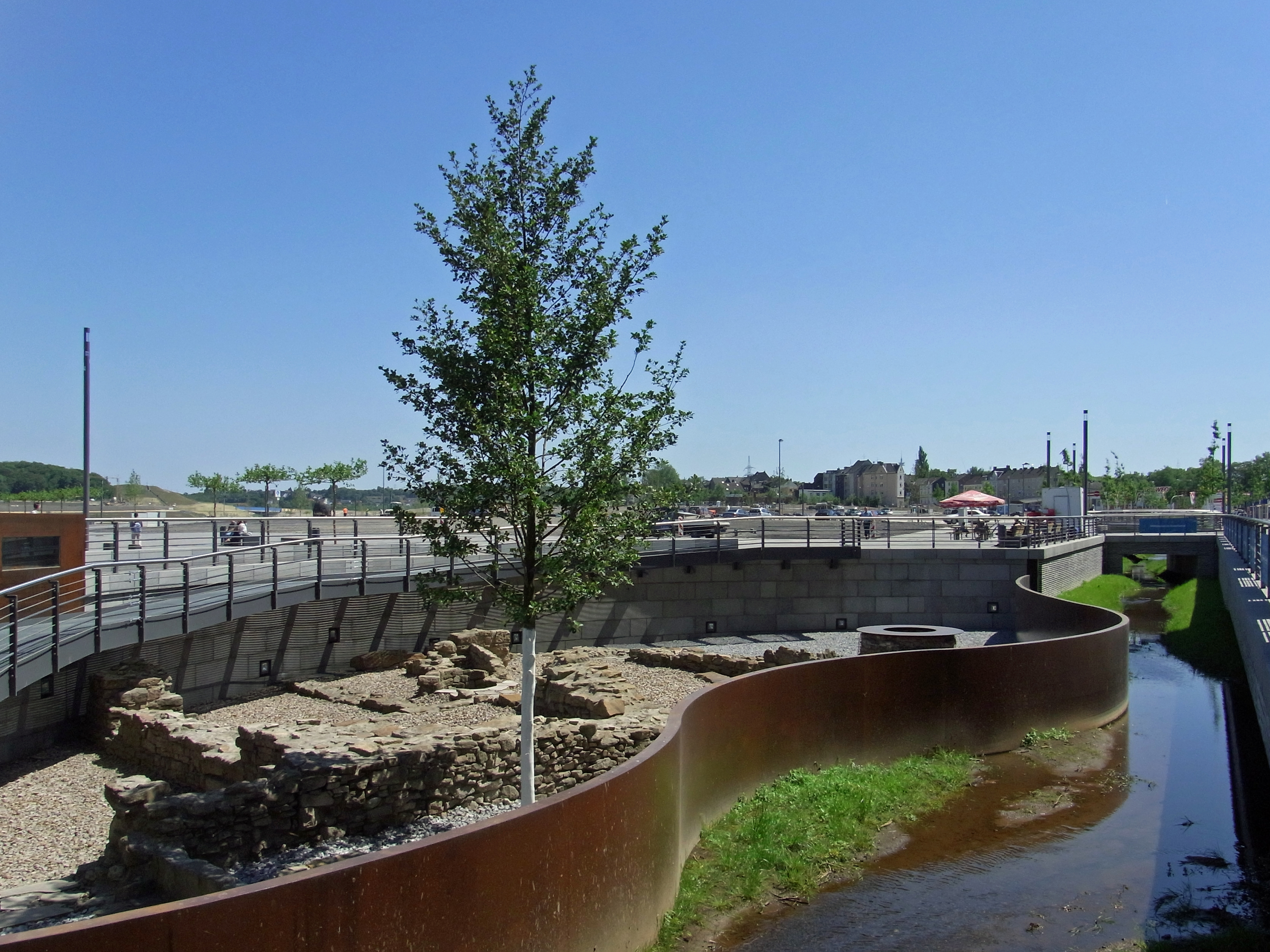

赫爾德巴赫河（德語：Hörder Bach），是德國的河流，位於該國西部，處於北萊茵-威斯特法倫州，屬於埃姆舍爾河的支流，河道全長6.2公里，流域面積12.2平方公里。